# دوست معلم من
دوست معلم من (انگلیسی: My Tutor Friend؛‏ کره‌ای: 동갑내기 과외하기) فیلم کمدی رمانتیک محصول سال ۲۰۰۳ کره جنوبی با بازی کیم ها نول و کوان سانگ وو است. داستان فیلم در مورد سو وان، دانشجوی سال دومی کالج است که به عنوان معلم خصوصی برای جی هون، دردسرساز ثروتمندی که برای بار سوم سال آخر دبیرستان خود را تکرار می‌کند، استخدام می‌شود.
این فیلم در ۷ فوریه ۲۰۰۳ منتشر شد و برای پنج هفته پیاپی در صدر باکس آفیس قرار داشت و در کل تعداد ۴٬۸۰۹٬۸۷۱ بلیت فروخت و به سومین فیلم پرفروش کره‌ای در سال ۲۰۰۳ تبدیل شد.
این فیلم نخستین تجربه کارگردانی کیم کیونگ هیونگ به‌شمار می‌رود. فیلم‌نامهٔ پارک یون سون بر پایهٔ مجموعه داستان‌هایی بود که در سال ۲۰۰۰ توسط یک دانشجوی ادبیات انگلیسی در زندگی واقعی به نام چوی سو وان دربارهٔ تجربیات خود در زمینهٔ تدریس خصوصی یک دانش آموز دبیرستانی همسن خودش، به صورت آنلاین منتشر شد.

## بازیگران
- کیم ها نول در نقش چوی سو وان
- کوان سانگ وو در نقش کیم جی هون
- گونگ یو در نقش لی جونگ سو
- کیم جی وو در نقش یانگ هو کیونگ
- بک ایل سوب در نقش کیم بونگ مان
- کیم جا اوک در نقش مادر سو وان
- کیم هه اوک در نقش مادر جی هون
- اوه سونگ گون در نقش پدر جی هون
- سو دونگ وون در نقش چانگ هی
- پارک هیو جون در نقش هیوک جه
- جونگ وو در نقش لات
- لی سونگ وون در نقش عشق اول سو وان که کشیش شده است
- اوم سونگ مو در نقش کیم سه هون، برادر کوچکتر جی هون